# André Ratti

André Ratti (rechts) 1974 bei einer TV-Sendung mit Frank Klötzli

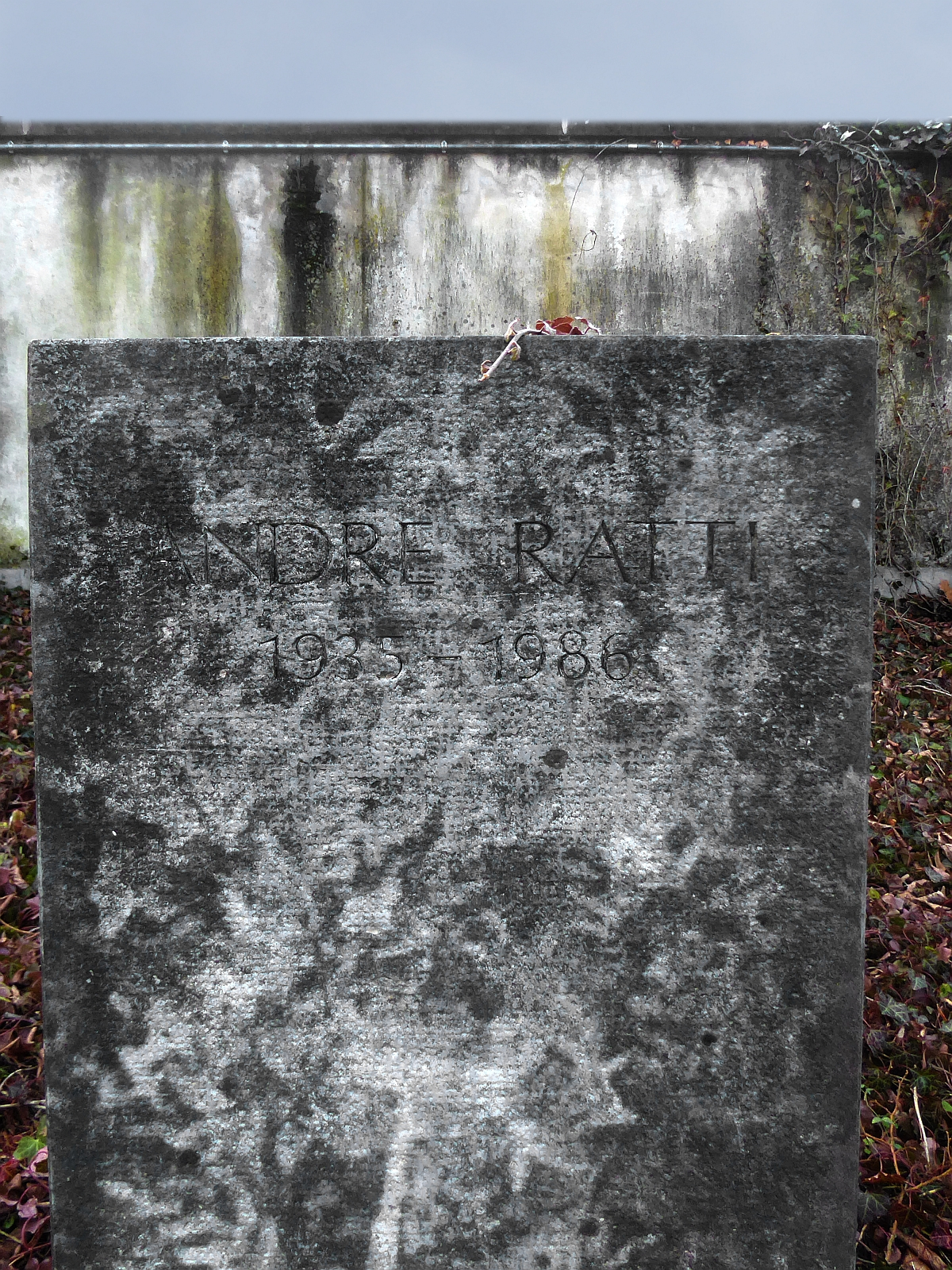
Ehrengrab auf dem Friedhof am Hörnli, Riehen, Basel-Stadt

André Ratti (* 8. Oktober 1935 in Basel; † 25. Oktober 1986 ebenda) war ein Schweizer Fernsehjournalist.

## Leben
Nach einer Lehre als Buchhändler in Berlin war er 1961–1967 Lektor und Vertriebsleiter beim Walter Verlag in Olten. In den 1970er Jahren nahm er sich vermehrt wissenschaftlicher Themen an. Mit der von ihm lancierten und moderierten Sendung Menschen Technik Wissenschaft (MTW) machte er sich einen Namen.
Als er 1985 erfuhr, dass er an AIDS erkrankt war, nahm er sich eine berufliche Auszeit. Er wurde zum ersten Präsidenten der Aids-Hilfe Schweiz gewählt. Bei deren erster Pressekonferenz am 2. Juli 1985 gab er bekannt: «Ich heisse André Ratti, ich bin 50, homosexuell, und ich habe Aids.» Seine Mitarbeit an Sitzungen war infolge der fortschreitenden Erkrankung sehr eingeschränkt.
1983 gab er Markus Kutter die Idee für einen Spielfilm, der 1990 realisiert wurde: Der Tod zu Basel (Regie: Urs Odermatt). 1989/1990 erschien ausserdem der Dokumentarfilm über André Ratti «Ich lebe gern, ich sterbe gern». Regie geführt hat Claudia Acklin und das Drehbuch geschrieben haben Claudia Acklin, Andreas Stoll und Alex Hagmann. Produziert wurde der Dokumentarfilm von Claudia Acklin in Zusammenarbeit mit dem Videoladen Zürich.

## Schriften
- Bevor wir aussterben. Manifest. Lenos (Politprint 3), Basel 1976, ISBN 3-85787-039-7